# Orrella marina
Orrella marina es una bacteria gramnegativa del género Orrella. Fue descrita en el año 2020. Su etimología hace referencia a marina. Anteriormente conocida como Algicoccus marinus, que se describió en el 2019. Es aerobia e inmóvil. Tiene un tamaño de 0,8-1 μm de ancho por 1,5-2,5 μm de largo. Catalasa y oxidasa positivas. Forma colonias lisas, circulares, convexas y de color amarillo tras 72 horas de incubación. Temperatura de crecimiento entre 4-50 °C, óptima de 37 °C. Tiene un genoma de 4,2 Mpb y un contenido de G+C de 55,5%. Se ha aislado de la superficie del alga Laminaria japonica en el mar de China. 